# No Me Ame
«No Me Ame» es una canción del cantante puertorriqueño Anuel AA, el productor jamaicano Rvssian y el rapero estadounidense Juice Wrld, este último aparece póstumamente en esta canción. La canción fue lanzada bajo Head Concussion Records y Sony Music Latin el 17 de abril de 2020. Junto con el sencillo se lanzó un video musical dirigido por Arrad Rahgoshay.
La canción debutó y alcanzó el puesto 15 en la lista Billboard Hot Latin Songs.

## Fondo
"No Me Ame" se grabó meses antes de la muerte de Juice Wrld por una convulsión relacionada con las drogas el 8 de diciembre de 2019. Según Rvssian, él y Anuel AA habían grabado la canción en Miami cuando sugirió que Juice Wrld encajaría esta canción. Rvssian declaró que Anuel estaba de acuerdo con la idea, y agregó que Anuel y Juice tenían "respeto mutuo" el uno por el otro y su música. Rvssian le presentó la canción a Juice Wrld, y de inmediato le encantó y comenzó a grabar la canción.
"No Me Ame" es la primera colaboración entre Anuel y Juice Wrld. Rvssian había trabajado anteriormente con Juice Wrld en la canción "Ring Ring" de su álbum de estudio de 2019 Death Race for Love.

## Video musical
El video musical, dirigido por Arrad Rahgoshay, fue lanzado junto con el sencillo el 17 de abril de 2020. El videoclip presenta a todos los artistas y fue lanzado como un homenaje a Juice Wrld, quien aparece póstumamente en el video como un ángel a través de la animación por computadora. Varias referencias e imágenes relacionadas con Juice Wrld y su trabajo se intercalaron a lo largo del visual, incluyendo una escena al final donde Rvssian y otras personas lanzan linternas encendidas que forman el número 999, un número que fue utilizado como símbolo de Juice Wrld a lo largo de su carrera y también fue el nombre de su EP.